# Tician Tushi
Tician Tushi (Grenchen, Solothurn kanton, 2001. április 2. –) svájci korosztályos válogatott labdarúgó, a Neuchâtel Xamax csatárja kölcsönben a Basel csapatától.

## Pályafutása

### Klubcsapatokban
Tushi a svájci Grenchen városában született. Az ifjúsági pályafutását a Biel-Bienne és a Young Boys csapatában kezdte, majd a Basel akadémiájánál folytatta.
2019-ben mutatkozott be a Basel első osztályban szereplő felnőtt keretében. Először a 2019. május 22-ei, Thun ellen 2–1-re megnyert mérkőzés 84. percében, Albian Ajeti cseréjeként lépett pályára. 2021 és 2023 között a másodosztályú Wil, Winterthur és Neuchâtel Xamax csapatát erősítette kölcsönben.

### A válogatottban
Tushi az U15-östől az U20-asig minden korosztályos válogatottban képviselte Svájcot.

## Statisztikák
2023. február 17. szerint
| Klub                         | Szezon   | Osztály                | Bajnokság | Bajnokság | Kupa  | Kupa | Nemzetközi | Nemzetközi | Összesen | Összesen |
| Klub                         | Szezon   | Osztály                | Meccs     | Gól       | Meccs | Gól  | Meccs      | Gól        | Meccs    | Gól      |
| ---------------------------- | -------- | ---------------------- | --------- | --------- | ----- | ---- | ---------- | ---------- | -------- | -------- |
| Basel                        | 2018–19  | Swiss Super League     | 1         | 0         | 0     | 0    | —          | —          | 9        | 0        |
| Basel                        | 2019–20  | Swiss Super League     | 7         | 0         | 1     | 0    | —          | —          | 8        | 0        |
| Basel                        | 2020–21  | Swiss Super League     | 4         | 0         | 0     | 0    | —          | —          | 4        | 0        |
| Basel                        | 2021–22  | Swiss Super League     | 0         | 0         | 2     | 2    | —          | —          | 2        | 2        |
| Basel                        | 2022–23  | Swiss Super League     | 0         | 0         | 0     | 0    | 1          | 0          | 1        | 0        |
| Basel                        | Összesen | Összesen               | 12        | 0         | 3     | 2    | 1          | 0          | 16       | 2        |
| Wil (kölcsönben)             | 2020–21  | Swiss Challenge League | 16        | 5         | 0     | 0    | —          | —          | 16       | 5        |
| Winterthur (kölcsönben)      | 2021–22  | Swiss Challenge League | 18        | 4         | 0     | 0    | —          | —          | 18       | 4        |
| Neuchâtel Xamax (kölcsönben) | 2022–23  | Swiss Challenge League | 3         | 0         | 0     | 0    | —          | —          | 3        | 0        |
| Összesen                     | Összesen | Összesen               | 49        | 9         | 3     | 2    | 1          | 0          | 53       | 11       |

## Sikerei, díjai
Winterthur
- Swiss Challenge League
  - Feljutó (1): 2021–22